# Tetrachaete
Tetrachaete, es un género monotípico de plantas herbáceas perteneciente a la familia de las poáceas. Su única especie: Tetrachaete elionuroides Chiov., es originaria de Eritrea y Arabia se distribuye por Etiopía, Somalia, Kenia y Tanzania.